# 安徽省六安市中级人民法院
安徽省六安市中级人民法院是中华人民共和国安徽省六安市的中级人民法院，位于六安市裕安区佛子岭中路152号。

## 沿革
安徽省六安市中级人民法院成立于1950年6月，前身是安徽省六安地区中级人民法院，2000年六安撤地建市、法院随之更名。

## 机构设置
根据有关规定，六安市中级人民法院设置下述机构：

### 审判业务部门
- 立案一庭
- 立案二庭
- 刑事审判一庭
- 刑事审判二庭
- 民事审判一庭
- 民事审判二庭
- 民事审判三庭
- 行政审判庭（国家赔偿委员会办公室）
- 审判监督庭
- 执行局

### 司法行政部门
- 办公室
- 政治部
- 研究室
- 法警支队
- 司法行政装备管理处
- 技术室
- 审判管理办公室
- 宣教处
- 诉讼服务中心
- 督察室

## 对应基层人民法院
- 六安市金安区人民法院
- 六安市裕安区人民法院
- 六安市叶集区人民法院
- 霍邱县人民法院
- 霍山县人民法院
- 舒城县人民法院
- 金寨县人民法院